# Xaver Karl
Xaver Karl (* 24. Oktober 1892 in Bogen, Niederbayern; † 31. Oktober 1980 in Schwerin) war ein deutscher Politiker (SPD/SED) und Widerstandskämpfer gegen den Nationalsozialismus.

## Leben
Der Sohn eines Ziegeleiarbeiters ging nach seiner Lehre als Klempner und Installateur auf Wanderschaft. 1912 kam er nach Schwerin, wo er in den Fokker-Flugzeugwerken Arbeit fand und sich dem Deutschen Metallarbeiter-Verband anschloss. 1913 wurde er Mitglied der SPD. Karl beteiligte sich während der Novemberrevolution aktiv an den Auseinandersetzungen in Schwerin und übte anschließend verschiedene Wahlfunktionen in örtlichen Partei- und Gewerkschaftsorganisationen aus. 
1928 wurde Karl Sekretär des SPD-Unterbezirkes Süd-West-Mecklenburg. 1929 wurde er in den Landtag des Freistaates Mecklenburg-Schwerin gewählt. Gleichzeitig war er bis 1933 Stadtverordneter in Schwerin.
Nach der „Machtergreifung“ der Nationalsozialisten wurde er 1933 verhaftet und für mehrere Wochen inhaftiert und anschließend unter Polizeiaufsicht gestellt. Er setzte seinen illegalen Widerstandskampf gegen das NS-Regime fort. Im Zuge der „Aktion Gitter“ wurde er im August 1944 erneut verhaftet und ins Zuchthaus Dreibergen gebracht.
Nach dem Zweiten Weltkrieg beantragte er gemeinsam mit Carl Moltmann bei der SMAD-Kommandantur in Schwerin die Wiederzulassung der SPD für Mecklenburg. 1946 gehörte er zu den Mitgestaltern der Vereinigung von KPD und SPD zur SED in Mecklenburg und wurde Sekretär der SED-Landesleitung und erneut Stadtverordneter in Schwerin. Er war von 1946 bis 1950 und erneut von August 1951 bis Juli 1952 Mitglied des Landtags von Mecklenburg (Nachrücker für den nach Westdeutschland geflüchteten Abgeordneten Ernst Fox).
Nach der Bildung des Bezirks Schwerin übernahm Karl die Funktion des Stellvertreters des Vorsitzenden des Rates des Bezirkes Schwerin. Karl war zudem Mitglied der SED-Bezirksleitung und Abgeordneter des Bezirkstages Schwerin.

## Auszeichnungen
- Banner der Arbeit
- Vaterländischer Verdienstorden in Gold (1972)